# Zhang Yiming

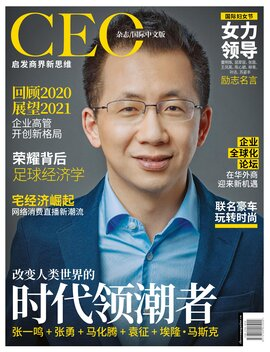
Zhang im Jahr 2021

Zhang Yiming (chinesisch 張一鳴 / 张一鸣, Pinyin Zhāng Yīmíng; * 1. April 1983, Longyan in Fujian, China) ist ein chinesischer IT-Unternehmer. Er gründete ByteDance im Jahr 2012 und entwickelte den Nachrichtenaggregator Toutiao (头条,  tóutiáo – „Aufmacher, Schlagzeilen“) und die Videoplattform TikTok. Im April 2023 schätzte Forbes sein Vermögen auf 45 Milliarden US-Dollar.

## Leben
Zhang ging 2001 an die Nankai-Universität, dort studierte er Mikroelektronik, bevor er zum Software-Engineering wechselte, und schloss sein Studium 2005 ab.
Im Februar 2006 wurde Zhang der fünfte Mitarbeiter und der erste Ingenieur auf der Reise-Website Kuxun und ein Jahr später zum technischen Direktor befördert.
2008 verließ Zhang Kuxun, um für Microsoft zu arbeiten, fühlte sich jedoch von den Regeln des Unternehmens behindert. Er verließ Microsoft bald, um sich dem Startup Fanfou anzuschließen, das allerdings scheiterte. Als Kuxun 2009 von Expedia übernommen werden sollte, übernahm Zhang das Immobiliensuchgeschäft von Kuxun und startete 99fang.com, sein erstes eigenes Unternehmen.
2012 verließ er 99fang.com und gründete ByteDance mit (Ende 2018) monatlich mehr als 1 Milliarde Nutzer auf verschiedenen Plattformen und einem Wert von 75 Milliarden US-Dollar.
2019 zählte Zhang laut Time 100 zu den einhundert einflussreichsten Persönlichkeiten weltweit. Die Laudatio verfasste der Informatiker und ehemalige Google-China-Chef Kai-Fu Lee.
Im Mai 2021 gab Zhang bekannt, dass er Ende des Jahres als CEO zurücktreten werde; sein Nachfolger wird Co-Gründer Liang Rubo sein. Zhang gab als Grund an, dass er sich künftig stärker auf die „langfristige Strategie, Unternehmenskultur und soziale Verantwortung“ konzentrieren wolle. Er räumte auch ein, „nicht der ideale Manager“ zu sein; seine Stärken lägen eher im „Analysieren von Organisations- und Marktprinzipien“.